# Marlene (album)
Marlene is het tiende Nederlandstalige album van de Nederlandse popgroep The Scene, uitgebracht in 1998. De plaat werd opgenomen in Jet Studio te Brussel. Van de plaat werden vier nummers op single uitgebracht.

## Nummers
| 1.                 | Intro                | Thé Lau                  | 0:54 |
| 2.                 | Marlene              | Thé Lau                  | 4:16 |
| 3.                 | Volle maan           | Thé Lau                  | 4:55 |
| 4.                 | Kleine stille strijd | Thé Lau                  | 4:43 |
| 5.                 | De geest             | Thé Lau                  | 4:27 |
| 6.                 | Wees welkom          | Thé Lau                  | 4:10 |
| 7.                 | Rivier               | Thé Lau                  | 4:06 |
| 8.                 | Rode aarde           | Thé Lau                  | 4:11 |
| 9.                 | Wondermooi           | Thé Lau                  | 3:23 |
| 10.                | Zomaar zonder reden  | Eus van Someren, Thé Lau | 3:54 |
| 11.                | Vreemdeling          | Thé Lau                  | 3:31 |
| 12.                | Horizon              | Thé Lau                  | 5:26 |
| Totale duur: 48:03 |                      |                          |      |